# Mesocyclops acanthoramus
Mesocyclops acanthoramus – gatunek widłonoga z rodziny Cyclopidae. Nazwa naukowa tego gatunku skorupiaków została opublikowana w 2003 roku przez zoologów Marię Hołyńską z Polski i Michaela Browna z Australii.